# Crassula rupestris
Espèce
Crassula rupestris est une espèce de plantes succulentes de la famille des Crassulacées originaire d'Afrique du Sud.